# Tonelada de refrigeración

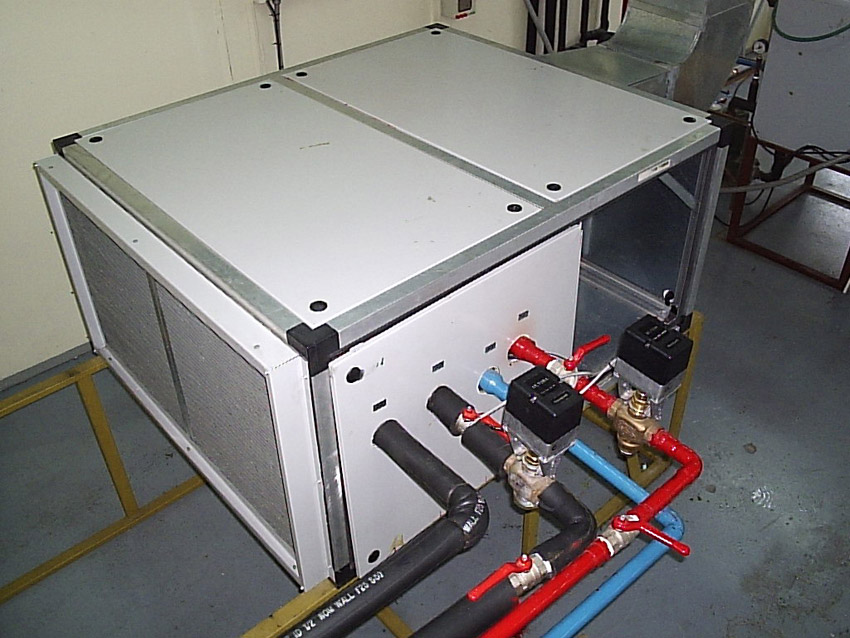
Unidad mejorada de aire de 5 TRF.

En metrología, la tonelada de refrigeración (TRF) es la unidad nominal de extracción de carga térmica (enfriamiento) empleada en algunos países (especialmente de Norteamérica), para describir la capacidad de extracción de calor de equipos de máquinas frigoríficas y de aire acondicionado.

## Definición
Fue, originalmente, definida como la razón de transferencia de calor que resulta en congelar o fundir una tonelada corta (2,000 lb; 907 kg) de hielo puro a 0 °C (32 °F) en 24 horas.
La definición moderna es, exactamente, según el NIST, una tonelada de refrigeración es igual a 12 000 BTUIT/h (3.516853 kW).
La capacidad de los equipos de aire acondicionado y refrigeración en los US es, a menudo, especificada en "tons" (de refrigeración). Muchos fabricantes también especifican la capacidad en BTU / h, especialmente, cuando especifican el desempeño de equipo pequeño.

## Historia
La tonelada de refrigeración es equivalente al consumo de una tonelada de hielo por día y se originó durante la transición de hielo natural almacenado a refrigeración mecánica. Tal como el caballo de potencia y la candela de potencia fueron unidades de medida intuitivas para personas que vivían en la transición de caballo a potencia de vapor e iluminación basada en llama a eléctrica, así fue la tonelada de refrigeración un unidad de medida intuitiva durante un cambio de tecnología, ya que el comercio de hielo, gradualmente, incluyó crecientes porcentajes de hielo artificial (hielo de plantas hacedoras de hielo) en añadidura a su suministro de hielo natural. La unidad TR fue desarrollada durante los 1880s. Su definición fue ajustada al nivel de un estándar de industria en 1903, cuando Thomas Shipley de la "York Manufacturing Company" guío la formación de una asociación de industria (la "Ice Machine Builders Association of the United States") junto con la estandarización de varias especificaciones de equipo. En 1904, estos esfuerzos guiaron a la fundación de la "Amerian Society of Refrigerating Engineers (ASRE)", la cual fue uno de los predecesores de la ASHRAE.
La tonelada de refrigeración aún se usa en algunos países, en especial en Estados Unidos. No obstante que es una unidad llamada a desaparecer con la adopción global del SI; actualmente se sigue empleando de manera convencional en el medio. El cambio se está dando de manera gradual, pues los fabricantes e ingenieros de la zona de influencia de los EE. UU. todavía especifican la capacidad de los equipos tanto en BTU por hora como en vatios, mientras que algunos ya sólo lo hacen en vatios.